# Dali's Car
I Dalis Car sono stati un gruppo musicale inglese formatosi nel 1984.
Nacquero nel 1984 dal sodalizio tra Peter Murphy, cantante dei Bauhaus, e Mick Karn, fino al 1982 bassista dei Japan. La produzione artistica del duo si limitò ad un album, The Waking Hour, del 1984, che uscì affiancato da un singolo The Judgement is the Mirror e da un EP InGladAloneness uscito nell'aprile del 2012. L'album The Waking Hour seppur di qualità fu un fiasco commerciale. Il gruppo venne sciolto nello stesso anno e sia Murphy che Karn si dedicarono a carriere da solista. Non vi è, tuttavia, notizia di litigi o divergenze tra i due. Nell'autunno 2010 Peter Murphy e Mick Karn si riuniscono in studio per incidere l'EP InGladAloneness contenente 5 brani tra cui Artemis Rise, una rivisitazione di Artemis del 1984 con l'aggiunta della voce di Murphy. Tale EP fu il testamento artistico di Karn, l'ultimo lavoro da lui realizzato in piena malattia e di cui non vide l'uscita sul mercato discografico causa decesso il 4 gennaio 2011. 
L'EP uscirà qualche anno più tardi, il 5 aprile 2012.

## La lavorazione diThe Waking Hour
Nell'album Murphy canta, mentre Karn suona basso, chitarre, sassofono, oboe e tastiera. La lavorazione del disco fu alquanto insolita: entrambi gli artisti lavoravano da soli in studio, inviandosi poi l'un l'altro le registrazioni in cassetta, suonando insieme solo poche volte.

## Lo stile
Lo stile musicale si rifà ai lavori precedenti dei due musicisti, inserendosi nel filone goth rock/post punk, con una particolare attenzione all'uso del basso fretless e delle tastiere. Murphy e Karn lavorarono anche sui ritmi tribali; particolarmente innovativo per il genere fu l'uso degli strumenti a fiato: Karn suona infatti anche oboe e sassofono.

## Formazione
- Peter Murphy - voce e testi
- Mick Karn - chitarra, tastiere, basso, oboe, sassofono

### Altri musicisti
- Paul Vincent Lawford - percussioni

## Discografia
- 1984 – The Waking Hour
- 1984 – The Judgement Is The Mirror (singolo)
- 2012 – InGladAloneness (EP)